# 하이힐 (2014년 영화)
《하이힐》은 2014년에 개봉한 대한민국의 영화이다. 여성 정체성을 깨달은 형사 윤지욱 (차승원 분)이 겪는 갈등을 그렸다.

## 캐스팅

### 주요 인물
- 차승원 : 윤지욱 역
- 오정세 : 허곤 역
- 이솜 : 장미 역
- 송영창 : 허불 역
- 김응수 : 박 반장 역
- 고경표 : 김진우 역

### 그 외 인물
- 이용녀 : 바다 역
- 이엘 : 도도 역
- 안길강 : 박사범 역
- 김민교 : 사내 1 역
- 조복래 : 사내 2 역
- 민준호 : 회계사 역
- 김예원 : 정유리 역
- 이언정 : 주연 역
- 홍승균 : 강돌이 역
- 이동길 : 소년 지욱 역
- 홍태의 : 소년 친구 역
- 조아라 : 어린 장미 역
- 이종원 : 놀림 소년 역
- 박장진 : 장 형사 역
- 오정민 : 형사1 역
- 김인호 : 형사2 역
- 이상화 : 횡성 역
- 홍세라 : 꼬불순 역
- 배성일 : 허불 변호사 1 역
- 공호석 : 허불 변호사 2 역
- 김광현 : 8주사내 역
- 임아영 : 장미바 매니저 역
- 박상우 : 복도 사내 1 역
- 정지민 : 복도 사내 2 역
- 박병희 : 입구 사내 1 역
- 이수용 : 입구 사내 2 역
- 김호연 : 3층 노인 역
- 윤순호 : 3층 노부인 역
- 안민상 : 목사 역
- 오명석 : 뉴스앵커 역
- 전애진 : 항공사 직원 역
- 이황의 : 1인 밴드 역
- 바다클럽 안무 여인들

현지, 제이, 린다, 가은희
- 바다클럽 여인들

이서원 홍예슬, 이아민, 이윤경, 조희, 오현경, 신성훈, 최혜진
- 야매술사 사람들

장다연, 장경희, 한유정, 이경미, 김정훈, 이은영, 안설아, 신지원, 서희원, 최호정, 황채령, 김지수
- 박창희 : 네일아트 방송 진행자 역
- 정찬미 : 네일아트 방송 뷰티걸 역
- 김태건 : 엘리베이터 손님(남) 역
- 이다정 : 엘리베이터 손님(딸) 역
- 제명희 : 엘리베이터 주민(여) 역
- 김재건 : 엘리베이터 노인 역
- 황복순 : 엘리베이터 노부인 역
- 허성태 : 허곤 사내들 역
- 마성민 : 허곤 사내들 역
- 노수성 : 허불 사내들 역
- 김용운 : 클럽 손님 역

### 우정출연
- 오지호 : 이석 역
- 박성웅 : 홍검사 역
- 윤손하 : 정유정 역
- 이문수 : 택시기사 역
- 김병옥 : 진 박사 역
- 이해영 : 출국심사 직원 역
- 김원해 : 엘리베이터 남 역
- 정명옥 : 엘리베이터 여 역
- 최한빛 : 한빛 역

## 수상
- 2016년 제8회 인터내셔널 스릴러 필름 페스티벌 - 대상, 비평가상

## 논란
감독 장진이 인터뷰에서 트랜스젠더 대부분은 (출생 당시 생물학적 성별을 기준으로) 동성애의 감정을 느낀 것부터 시작한다고 발언해 논란을 불러 일으켰다.